# Cegielnia Psucka
Cegielnia Psucka – wieś sołecka w Polsce położona w województwie mazowieckim, w powiecie nowodworskim, w gminie Nasielsk.
| SIMC    | Nazwa        | Rodzaj  |
| ------- | ------------ | ------- |
| 0119830 | Aleksandrowo | kolonia |

W latach 1954–1961 wieś należała i była siedzibą władz gromady Cegielnia Psucka, po jej zniesieniu w gromadzie Pieścirogi Stare. W latach 1975–1998 miejscowość administracyjnie należała do województwa ciechanowskiego.